# Pangu Team
The Pángu Team (Китайский: 盘古越狱团队), китайская команда разработчиков, занимавшаяся разработкой инструментов джейлбрейка для операционной системы iOS, а также организаторы мероприятия посвящённого мобильной безопасности MOSEC, которое проходит ежегодно в Шанхае.

## Название
Название Pangu (или ПаньГу) является китайским (китайский: 盘古). Слово обозначает первое живое существо и создателя всего живого в некоторых версиях китайской мифологии.

## Pangu Jailbreak
Pangu или Pangu Jailbreak - свободно распространяющаяся утилита для взлома устройств, работающих на операционной системе iOS версий 7.1 - 9.3.3. 
Впервые была выпущена 23 июня 2014 года.

### Схема процедуры
Чтобы сделать процедуру джейлбрейка, Pangu использует отозванный сертификат системы, который удаляется после её завершения.
Первоначально (в v1.0.0), Pangu использовали уязвимость Infoleak, взятую у Стефана Эссера (@i0n1c), но позже эта уязвимость была заменена на найденную самой Pangu, так как Infoleak была недостаточно скрытной.

## Pangu7
Pangu или Pangu Jailbreak for iOS 7.1 - 7.1.x - утилита для взлома устройств, работающих на iOS 7.1 - 7.1.2. Инструмент был представлен 23 июня 2014 года и выполняет процедуру взлома устройств, работающих на iOS 7.1 - 7.1.x.

## Pangu8
Pangu8 или Pangu Jailbreak for iOS 8.0 - 8.1 - бесплатная утилита для взлома устройств, работающих на iOS 8, выпущенная 22 октября 2014 года и доступная на английском и китайском языках. Изначально загрузчик Cydia не был встроен в программу взлома, и имела место необходимость устанавливать магазин непосредственно через openSSH, однако он был позже добавлен в версии  v1.1.0 Загрузка осуществляется с веб-сайта Pangu.

## Pangu9
Pangu9 или Pangu Jailbreak for iOS 9.0 - 9.3.3 - последняя на данный момент доступная версия утилиты для iOS 9.0 - 9.3.3. Впервые была представлена 14 октября 2015 года для выполнения взлома устройств, работающих на iOS 9.0 - 9.0.2  11 марта 2016 года Pangu представила обновленную версию утилиты, позволяющую осуществить взлом устройств с 64-битным процессором, работающих под управлением iOS 9.0 - 9.1. В версиях для iOS 9 был убран загрузчик собственного магазина - Pangu App. Утилиты доступны для Windows и Mac OS X. 24 июля 2016 года была выпущена китайская версия утилиты для iOS 9.2 - 9.3.3, но только для устройств с 64-битным процессором. 29 июля была выпущена английская версия утилиты для iOS 9.2 - 9.3.3. 5 августа 2016 года Apple выпустила iOS 9.3.4, в которой была закрыта уязвимость, позволяющая выполнить процедуру джейлбрейка.

### Безопасность
При установке последней версии утилиты для джейлбрейка от Pangu для iOS 9.3.3 требуется указывать данные Apple ID – адрес электронной почты и пароль. Если ввести данные учетной записи, к которой привязаны банковские карты или аккаунт PayPal, возможна кража средств со счетов. Как сообщают некоторые пользователи, прошедшие процедуру взлома, через некоторое время после завершения процедуры начинают взиматься деньги с банковских карт, указанных в методах платежа. Сами Pangu данный момент никак не комментируют.